# Reginald Arvizu
Reginald Quincy „Fieldy“ Arvizu (* 2. November 1969 in Bakersfield, Kalifornien, USA) ist der Bassist der US-amerikanischen Nu-Metal-Band Korn.

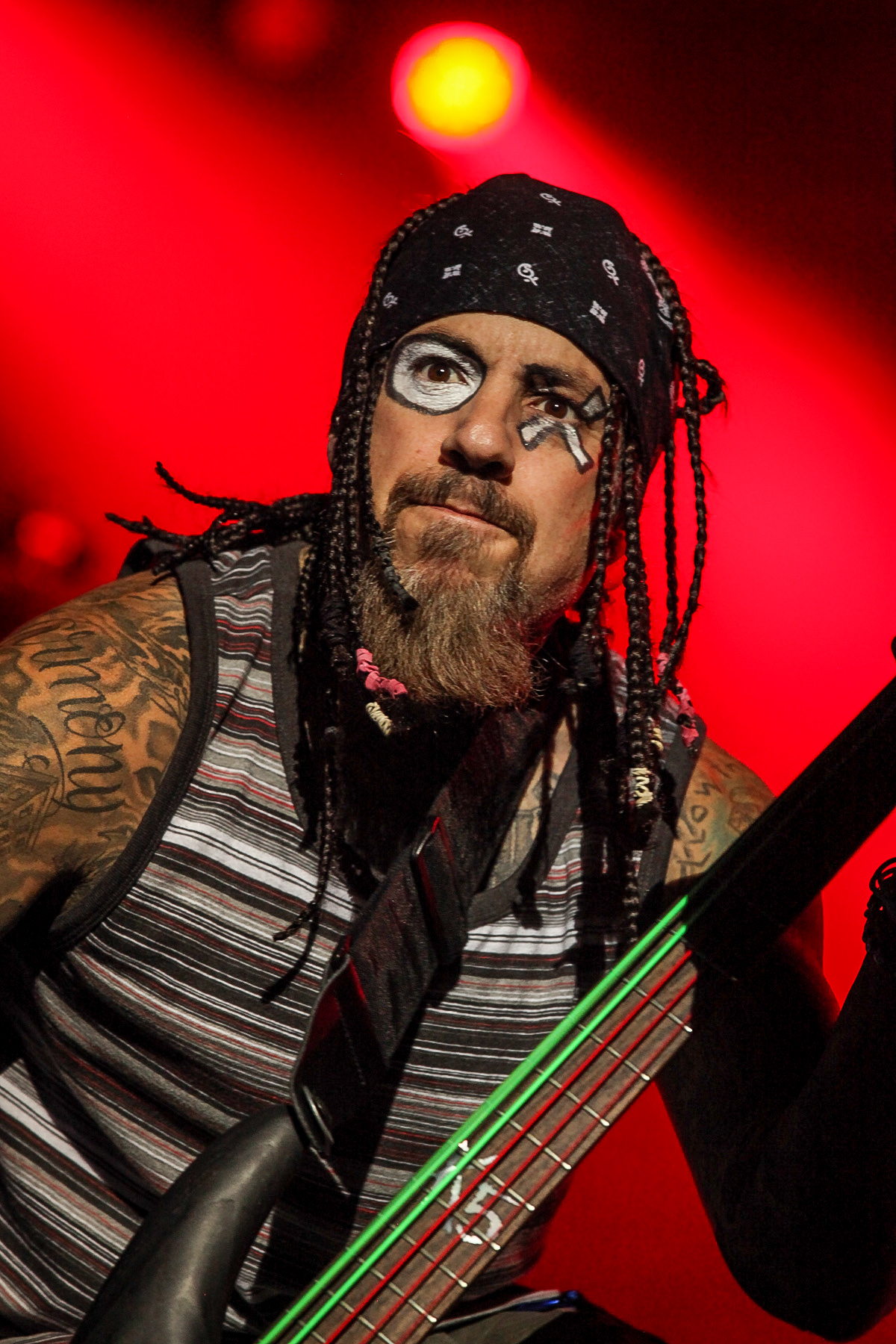
Reginald Arvizu

Vor seiner Zeit bei Korn spielte er zusammen mit Munky, David Silveria (ebenfalls Gründungsmitglieder von Korn) und Richard Morrel in der Band L.A.P.D. (Love and Peace, Dude).
„Fieldy“ ist die Abkürzung von „Garfield“ und bezieht sich auf die gleichnamige Comic-Katze.
Fieldy spielt einen 5-string-Bass der Marke Ibanez, Modell SDGR SR5005, auch „K5“ genannt. Dieser Bass wurde eigens für ihn entworfen. Bespannt ist sein Bass mit Saiten der Marke Dean Markley. Beim Spielen ist Fieldy bekannt für verschiedene Slaptechniken wie Double-Slapping, Double-Popping oder Standard-Finger-Style-Plucking und sein Palm Muting. Sein Standard Tuning ist: A, D, G, C, F. Obwohl er Linkshänder ist, spielt Fieldy seinen Bass rechtshändig.
Während seiner Jugend wurde Fieldy maßgeblich vom Hip-Hop beeinflusst, was sich in seinen Bass-Riffs widerspiegelt. Neben dem Bass ist Fieldy bei Korn auch für Teile des Merchandisings zuständig. So entwirft er T-Shirts, Kappen, Sticker, Patches und sonstige Fanartikel für Korn. Außerdem wird vermutet, dass Fieldy sämtliche Albencover (bis auf das der „Issues“) entworfen hat. Bevor Fieldy seine Karriere als Musiker begann, verkaufte er Pflanzen und reinigte Teppiche.
Am 10. März 2009 kam Fieldy's erstes Buch mit dem Namen „Got the life - my journey of addiction, faith, recovery and Korn“ in den USA auf den Markt.
Fieldy hatte einen Auftritt in der Sendung Miami Ink, wo er ein Tattoo gestochen bekam, das die Unterschriften seiner Bandkollegen von Korn zeigt. In einer Folge der „Loc Dog Show“ ließ sich Fieldy im bekannten „Jungbluth Piercing & Tattoostudio“ in Hamburg ein Tattoo stechen.